# Microbiote intestinal
Cet article concerne le microbiote intestinal des animaux en général. Pour le microbiote intestinal humain, voir Microbiote intestinal humain.
Pour un article plus général, voir Microbiote.

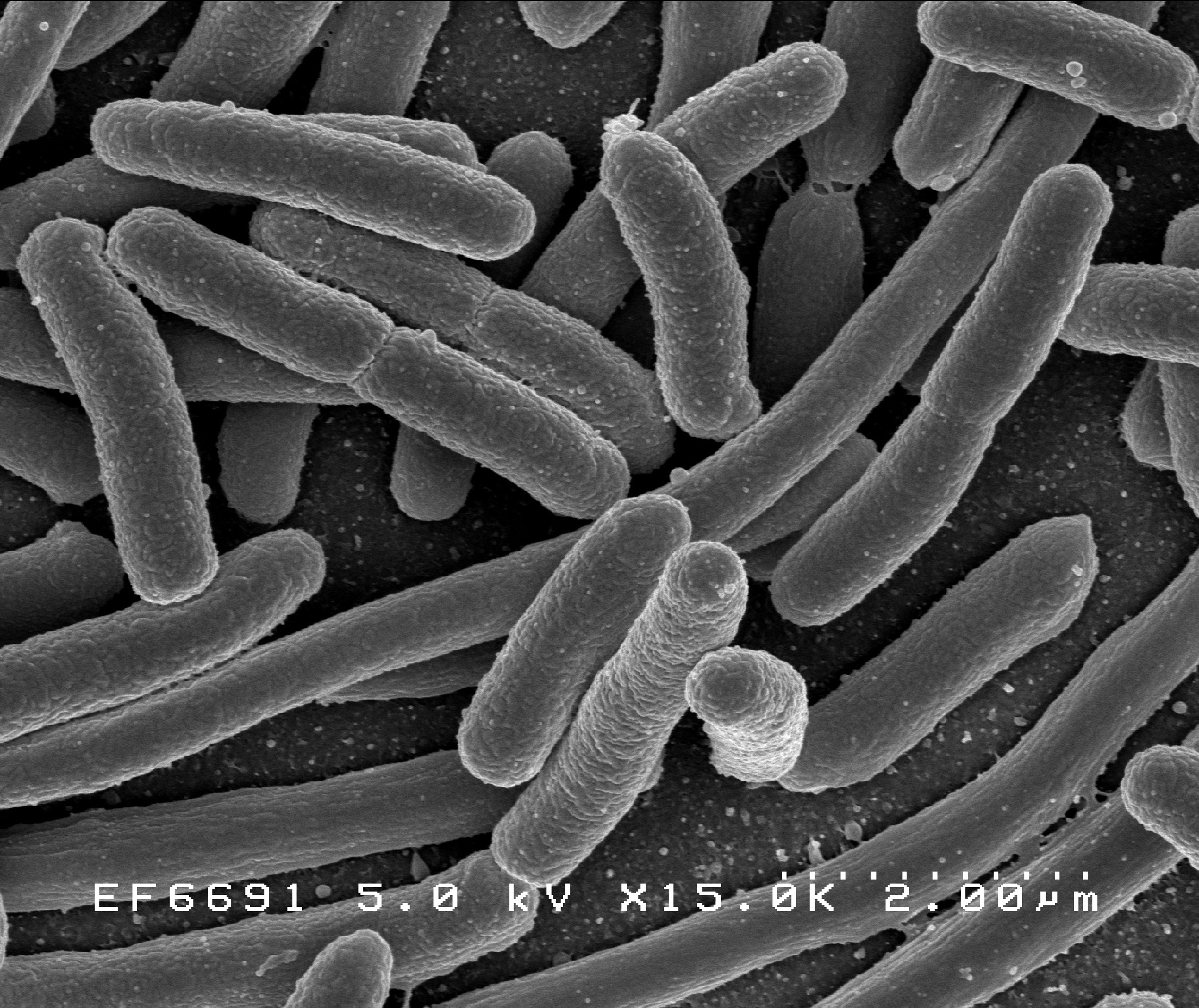
Escherichia coli, une des nombreuses espèces de bactéries présente dans la « flore » intestinale.

Le microbiote intestinal, également appelé flore intestinale, est l'ensemble des micro-organismes (archées, bactéries, eucaryotes) qui se trouvent dans le tube digestif des animaux. Cela comprend donc les bactéries de l'intestin et celles de l'estomac. 
La flore intestinale est un bon exemple de mutualisme, qui voit la coopération entre différentes sortes d'organismes impliquant un avantage pour chacun.

## Description

### Humain
Les avancées en matière de séquençage ont permis d'identifier les espèces dominantes du microbiote intestinal humain, de caractériser l'écosystème correspondant et d'aider au diagnostic de certaines pathologies.

### Ruminants
Les ruminants hébergent une quantité très importante d'espèces symbiotes. La capacité à digérer la cellulose est due à des archées.[réf. nécessaire]

### Insectes
Certains insectes sociaux pratiquent la trophallaxie — par exemple les fourmis ouvrières, les abeilles et les guêpes ouvrières pratiquent la trophallaxie stomodéale ; d’autres telles que les termites et les blattes du genre Cryptocercus (en) pratiquent la trophallaxie proctodéale —, ce qui a pour effet d’échanger et renouveler en partie leur flore intestinale.